# 아이누
아이누(러시아어: Айны 아이늬[*] 일본어: アイヌ 아이누[*], [ʔáinu])는 오늘날의 일본의 홋카이도 지방과 도호쿠 지방, 러시아의 쿠릴 열도, 사할린섬, 캄차카반도에 정착해 살던 선주민이다. 일본의 주를 이루는 야마토 민족과는 다른 북방계의 민족으로, 역사적으로 개별적인 부족 국가 형태를 지녀왔으며, 독자적 고립어인 아이누어를 사용하였다.
이들 대부분은 류큐 민족과 함께 일본의 근대화 이후 일본민족으로 편입되었다. 일본 내 아이누족은 대부분 일본에 동화되어 일본어를 쓰지만, 홋카이도에 살고 있는 고령자들 중 일부는 여전히 아이누어를 사용하고 있다. 현재, 공식적으로 인정된 일본 내의 아이누족은 약 2만 5천 명이다. 러시아의 아이누족 역시 러시아로 동화되어 대부분 러시아어를 말한다. 종교로는 샤머니즘이 대다수이고, 러시아에는 러시아 정교회로 개종한 아이누족도 있다.

## 명칭
'아이누'는 신성한 존재인 '카무이'와 대비되는 '인간'이라는 의미의 홋카이도 지방의 아이누어에서 비롯되었다. 일본어로는 '에미시', '에조(蝦夷)'로 불리는데, 이는 사할린 아이누의 '인간'을 뜻하는 '엔츄' 또는 '엔주'에서 비롯된 것으로 추측되기도 한다. '아이누'란 단어가 일본 내에서 차별적 의미로 쓰이고 있다는 생각에서 스스로를 우타리(Утaри: 친척, 동포라는 뜻)라고 부르는 아이누 사람들도 일부 있다.

## 역사

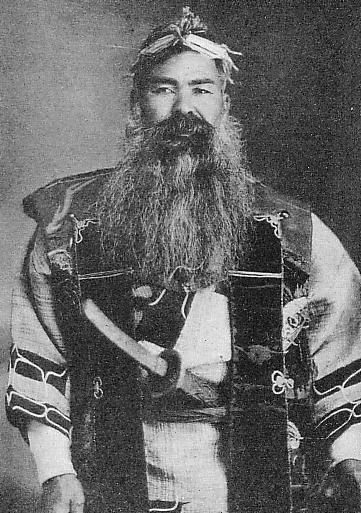
아이누족 남성 (1930년경 촬영)

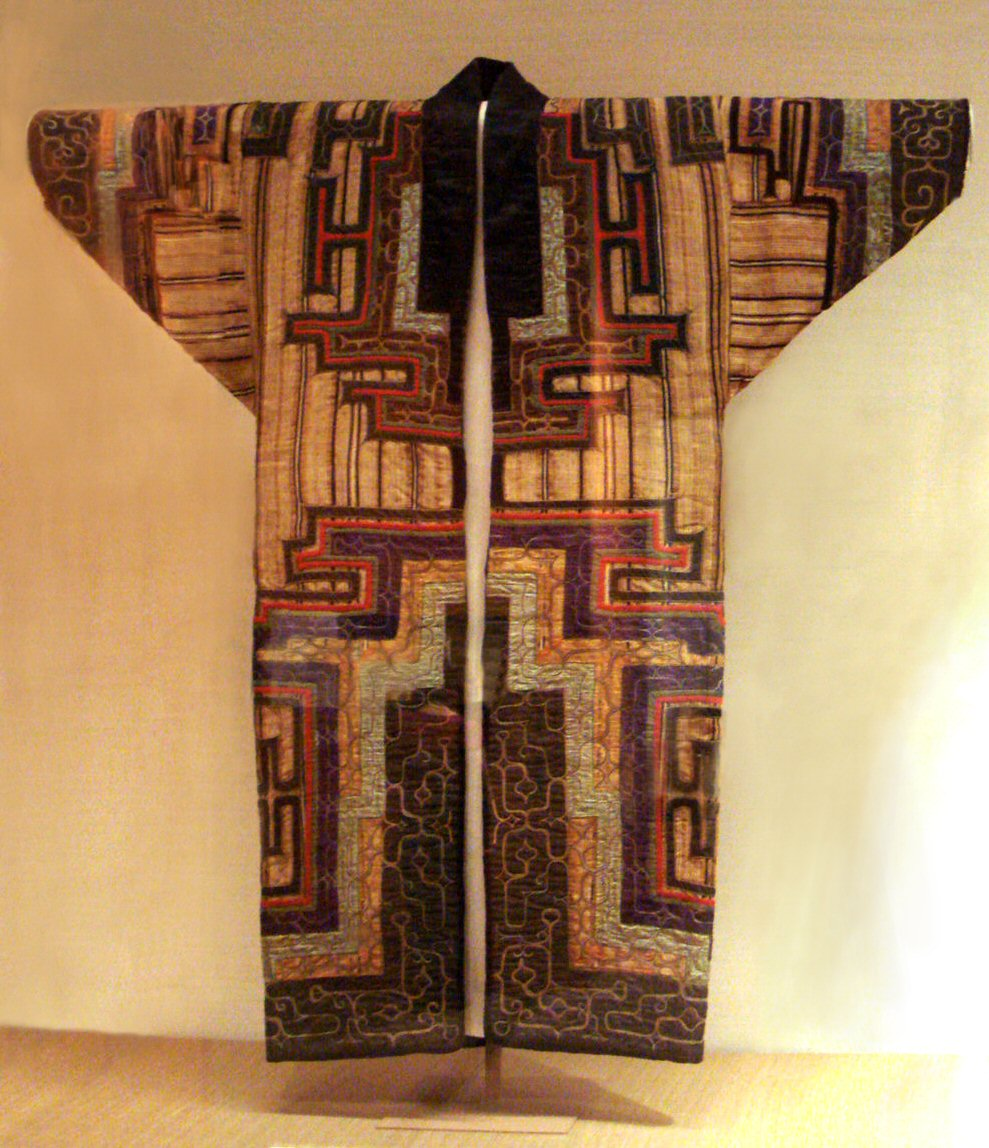
아이누민족의 의식용 의상 (대영박물관)

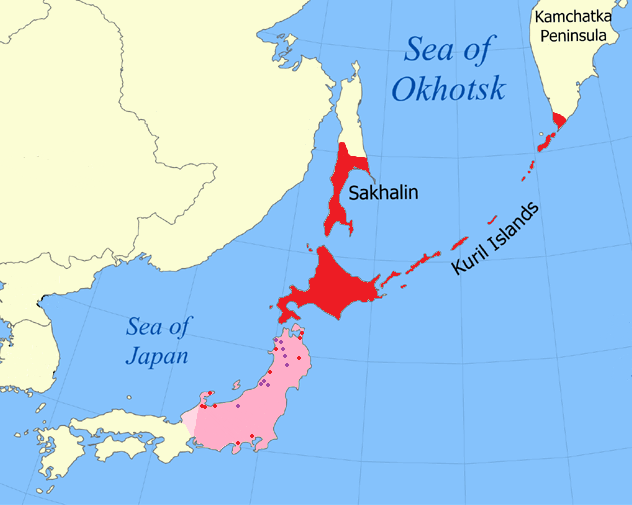
아이누족 인구의 역사적 분포

아이누는 약 1만 년 전 조몬 시대에 원주민으로서 일본 열도에 정착해 있었다. 그러다 약 2,500년 전 야요이인이 아시아 본토의 중국 대륙과 한반도에서 도래하자 두 문화는 열도 내에서 섞여 일본 민족을 이루었고, 나머지 섞이지 않은 아이누인은 점차 북쪽 홋카이도와 남쪽 류큐(오키나와) 지역으로 이주하여 인류학적 정체성을 유지했다.
15세기 전후에 완성한 근대 아이누 문화는 사할린 북부에서 내려온 시베리아인의 오호츠크 문화와 남부에서 올라온 조몬인의 사쓰몬 문화가 융합하여 형성되었다. 이 문화는 이후 18세기에 번성하였다. 이들은 기원 초기부터 어업과 수렵채집, 간단한 농사를 병행하였다.
에도 막부의 개척으로 에조치(아이누 거주지)는 계속 줄었고, 마쓰마에번은 홋카이도 남부까지 진출하여 거주지를 이루었다. 19세기 중반부터 일본이 본격적으로 근대화하면서 홋카이도마저 급격히 개척하였고, 아이누 민족은 빠르게 일본인과 동화해 갔다. 오늘날 아이누인 정체성을 유지한 인구는 대략 수만 명 정도이다. 대부분 홋카이도 지역에 살고 있다.

### 기원
아이누는 야요이인의 도래 이전부터 일본에 거주한 조몬인을 구성하였다. 그들의 전승인 '유카 우포포'는 "아이누족은 태양의 아이들이 오기 10만 년 전에 이 곳에 살았다."고 묘사한다. 초기 인류학은 털이 많은 외형을 보고 코카소이드와 연관된다고 추정하였으나 현대 인류학은 둘의 관계를 부정하고 있다.
아이누의 Y-DNA 하플로그룹은 대부분 하플로그룹 D에 속한다. 이것은 열도 전체에 걸쳐 분포하지만, 류큐와 아이누 민족에 나타나는 비율이 높다. 일본을 제외하면 Y-하플로그룹 D가 흔한 지방은 티베트와 인도의 안다만 제도 정도이다. 여러 연구에 의하면 이들의 공통 조상은 오늘날 동아시아 인구의 주류를 이루는 하플로그룹 O의 확산보다 이른, 약 5~6만 년 전에 아시아 지역에 퍼진 인류이다.
약 15%의 아이누 남자는 하플로그룹 C3(Y-DNA)에 속한다. 아이누가 니브흐족, 이텔멘족 등 오호츠크 문화에 단일한 방향으로 유전적 영향을 받았기 때문이다. 실제로 아이누는 이들과 지속적으로 문화를 교류하였다.
타나카 외(2004)에 따르면, 이들의 미토콘드리아 DNA(mtDNA) 혈통은 주로 하플로그룹 Y(21.6%)와 하플로그룹 M7a(15.7%)로 구성되어 있다.

## 현황
공식적으로 인정된 일본 내의 아이누는 약 2만 5천 명이다. 그러나 혈통적·문화적으로 동화된 경우까지 합치면 비공식적으로 20만여 명까지 추산한다. 러시아에 300여 명이 거주하는 것으로 확인되었으며 비공식적으로 약 1,000명 정도가 살고 있다.
비록 21세기에 들어 아이누의 민족적 정체성과 언어를 부흥하려는 운동이 전개되기도 하나, 2007년에 아이누 모어 사용자 수가 10명까지 떨어지는 등 그 정체성이 소멸에 임박해 있다.

## 문화

### 작명법
아이누는 일본과 러시아 두 열강의 세력이 밀려오기 이전 오랫동안 전통적인 작명법을 고수했지만, 현재는 대부분 일본 이름과 러시아 이름을 쓰고 있다.
갓난아기는 정식 이름을 붙여주기 전에 울음소리에서 아이아이(으앙으앙 또는 응애응애), 또는 티넵(젖은 녀석), 폰숀(작은 응가), 숀타쿠(응가 덩어리) 같이 일부러 더러운 뜻의 이름을 임시로 붙인다. 유아사망율이 높았던 시대에 병을 가져다 주는 역신은 청결을 좋아하고 불결을 싫어한다는 믿음에서 역귀를 쫓기 위한 의도이다. 레사쿠(이름없음)같이 아예 없는 사람 취급하는 이름을 붙이기도 한다.
영아기를 무사히 극복하여 개성이 드러나기 시작하는 나이가 되면 비로소 정식으로 이름을 붙인다. 예를 들어, 하쿠막쿠르(덜렁이) 쿠우카르쿠르(활바치), 쿠우친코로(활과 가죽말림대 틀을 가진 이), 무이사시마츠(쓰는 여자), 카무이마시(곰 고기를 굽는 이)등이 있다.
다만 병이 잦고 외모가 반듯한 아이는 예쁜 것을 좋아하는 역귀의 손이 미치지 못하도록, 영아기와 같이 천한 이름을 계속 사용한다. 투로시노(때쟁이), 에카시오톤푸이(할아버지 똥꼬) 같은 예가 있다.
아내는 남편의 이름을 부르면 안 되며, 죽은 사람의 이름을 다시 쓰는 것은 그 사람에게 간 불운을 자신에게 옮기는 짓이었으므로, 새로운 독창적 이름을 계속 짓도록 신경을 썼다. 큰 재앙을 맞거나 비슷한 이름을 가진 다른 사람이 죽으면, 이름이 재앙을 불렀거나 이름에 재앙이 옮겨 붙었다 여겨 바로바로 이름을 바꾸었다. 그 때문에 한국의 '철수'나 '영희'와 같이 두루 통용되는 평범한 이름이 아이누에는 없다.
홋카이도가 메이지 유신을 거쳐 일본령에 편입되자, 호적법의 시행으로 말미암아 뜻을 일본어로 옮기거나 이름을 한자로 취음하여 일본식 성명을 새로 만들게 되었고, 이름은 메이지 중기까지는 전통 아이누 이름이 그대로 이어져 내려왔다. 아이누 이름에 익숙지 않은 일본인은 이름의 성별을 어감으로 구별할 수 없었기 때문에, 기록할 때, 남자는 가타카나, 여자는 히라가나로 표기하여 적는 방법으로 구분했다고 한다.

## 각 지역의 아이누족

### 일본
- 도호쿠 아이누족
- 홋카이도 아이누족

### 러시아
- 사할린 아이누족
- 쿠릴 아이누족
- 캄차카 아이누족

## 같이 보기

### 일반 주제
- 아이누어
- 아이누의 역사
- 아이누 문화의 진흥 및 아이누 전통 등에 관한 지식 보급 및 계발에 관한 법률(일본어판)

### 관련 인물
- 아이누모시리
- 가야노 시게루
- 이후쿠베 아키라(伊福部昭)
- 브로니스와프 피우수트스키 - 폴란드의 문화인류학자로서 사할린 등의 지역에서 아이누인들에 대해 연구

### 기타
- 홋카이도견
- 원주민 권리 선언
- 에조
  - 관련 항목 : 에조 공화국, 아테루이
- 히람 M. 힐러, Jr.(영어판)
- 원주민
- 가야노 시게루
- 니부타니 댐(일본어판)
- 러시아의 아이누 민족(영어판)
- 홋카이도 아이누 협회(홋카이도 우타리 협회)
- 아이누 혁명론
  - 오타 류
- 쿠릴 열도 분쟁
- 아이누 독립운동
- 아이누 레블스
- 동화정책

### 일본의 종족
- 일본의 민족문제
  - 구마소(熊襲)
  - 하야토(隼人)
- 부라쿠민
- 류큐민족
  - 류큐독립운동
- 니브흐족
- 야마토 민족